# Souvigné-sur-Sarthe
Souvigné-sur-Sarthe és un municipi francès situat al departament del Sarthe i a la regió de País del Loira. L'any 2007 tenia 620 habitants.

## Demografia

### Població
El 2007 la població de fet de Souvigné-sur-Sarthe era de 620 persones. Hi havia 216 famílies de les quals 28 eren unipersonals (24 homes vivint sols i 4 dones vivint soles), 72 parelles sense fills, 108 parelles amb fills i 8 famílies monoparentals amb fills.
La població ha evolucionat segons el següent gràfic:
Habitants censats

### Habitatges
El 2007 hi havia 235 habitatges, 218 eren l'habitatge principal de la família, 10 eren segones residències i 7 estaven desocupats. Tots els 235 habitatges eren cases. Dels 218 habitatges principals, 167 estaven ocupats pels seus propietaris, 48 estaven llogats i ocupats pels llogaters i 3 estaven cedits a títol gratuït; 2 tenien una cambra, 5 en tenien dues, 14 en tenien tres, 44 en tenien quatre i 153 en tenien cinc o més. 171 habitatges disposaven pel capbaix d'una plaça de pàrquing. A 68 habitatges hi havia un automòbil i a 141 n'hi havia dos o més.

### Piràmide de població
La piràmide de població per edats i sexe el 2009 era:
| Homes | Edats   | Dones |
| ----- | ------- | ----- |
| 0     | 95 o +  | 0     |
| 0     | 90 a 94 | 0     |
| 4     | 85 a 89 | 0     |
| 0     | 80 a 84 | 4     |
| 4     | 75 a 79 | 12    |
| 8     | 70 a 74 | 0     |
| 4     | 65 a 69 | 8     |
| 8     | 60 a 64 | 8     |
| 16    | 55 a 59 | 12    |
| 12    | 50 a 54 | 16    |
| 16    | 45 a 49 | 12    |
| 20    | 40 a 44 | 12    |
| 32    | 35 a 39 | 28    |
| 20    | 30 a 34 | 12    |
| 32    | 25 a 29 | 36    |
| 24    | 20 a 24 | 0     |
| 12    | 15 a 19 | 20    |
| 48    | 10 a 14 | 0     |
| 16    | 5 a 9   | 16    |
| 16    | 0 a 4   | 12    |

## Economia
El 2007 la població en edat de treballar era de 419 persones, 327 eren actives i 92 eren inactives. De les 327 persones actives 310 estaven ocupades (175 homes i 135 dones) i 17 estaven aturades (5 homes i 12 dones). De les 92 persones inactives 31 estaven jubilades, 37 estaven estudiant i 24 estaven classificades com a «altres inactius».

### Ingressos
El 2009 a Souvigné-sur-Sarthe hi havia 217 unitats fiscals que integraven 620 persones, la mediana anual d'ingressos fiscals per persona era de 16.974,5 €.

### Activitats econòmiques
Dels 12 establiments que hi havia el 2007, 5 eren d'empreses de construcció, 4 d'empreses de comerç i reparació d'automòbils, 2 d'empreses d'hostatgeria i restauració i 1 d'una empresa de serveis.
Dels 4 establiments de servei als particulars que hi havia el 2009, 1 era un paleta, 1 fusteria i 2 lampisteries.
L'any 2000 a Souvigné-sur-Sarthe hi havia 24 explotacions agrícoles que ocupaven un total de 1.440 hectàrees.

## Equipaments sanitaris i escolars
El 2009 hi havia una escola elemental.

## Poblacions més properes
El següent diagrama mostra les poblacions més properes.